# Алексей Пажитнов
Алексей Пажитнов е руски компютърен програмист, разработил, заедно с Дмитрий Павловски и Вадим Герасимов, известната видеоигра Тетрис. Права върху играта Пажитнов получава след падането на Желязната завеса.

## Работа в СССР
През 80-те години работи за Компютърния център на Московската академия на науките – център за изследователска и развойна дейност, основан от правителството на СССР. В същия период, през 1984 г. създава играта Тетрис.
През 1988 г., с помощта на холандския дизайнер на игри Хенк Роджърс (Henk Rogers) и фирмата му Булет-Пруф Софтуер (Bullet-Proof Software), Пажитнов създава фирмата АнимаТек (AnimaTek).

## Работа в САЩ
През 1991 г. Пажитнов се мести в САЩ и от 1996 до 2005 г. работи в най-голямата софтуерна компания в света -„Майкрософт“. От 2005 г. работи с WildSnake Software – компания занимаваща се с компютърни игри.

## Награди
- През 1996 г. авторитетният сайт за видео игри ГеймСпот (GameSpot) нарежда Пажитнов като четвърти най-влиятелен разработчик на компютърни игри.[2]
- На 7 март 2007 г. получава наградата The Pioneer Award на Конференцията на разработчиците на игри (Game Developers Conference).[3]
- На 24 юни 2009 г. на Немските игрови награди (Der Deutsche Games Award), Пажитнов получава почетна награда.[4]
- На 28 април 2012 г. IGN – авторитетен сайт за забавления, част от Нюз Корпърейшън, поставя Пажитнов в списъка на петте запомнящи се чудеса на индустрията за видео игри.[5]